# 獨立行政法人
獨立行政法人（日语：独立行政法人），是日本的一種法人，根據《獨立行政法人通則法》第2條第1款規定成立之公司。
1990年代的橋本龍太郎內閣執政時，為提升部分公共事業機構的行政效率，仿效英國導入獨立行政法人制度。區分「国立研究開発法人」（National Research and Development Agency）及「行政執行法人」（Agency Engaged in Administrative Execution）兩類，目前有宇宙航空研究開發機構、日本國際協力機構、國立印刷局、鐵道建設、運輸設施整備支援機構等超過100個獨立行政法人組織。

## 外部連結
- 日本獨立行政法人一覽 （页面存档备份，存于）
- 獨立行政法人通則法（日本總務省法令資料提供系統） （页面存档备份，存于） （页面存档备份，存于）